# Cốc biển
Cốc biển là một chi chim biển duy nhất trong họ cùng tên Fregatidae. Có 5 loài trong chi này. Chúng có đôi cánh, đuôi, và mỏ dài và con đực có túi bướu cổ màu đỏ, nó được bơm căng lên vào mùa sinh sản để thu hút con cái.

## Phân loại học

### Từ nguyên
Họ Frigate được nhà tự nhiên học người anh Eleazar Albin sử dụng năm 1738 trong quyển A Natural History of the Birds. Quyển sách cũng minh họa chim trống red gular pouch. Nó có nguồn gốc do những người đi biển Pháp đặt tên là la frégate—một loại tàu frigate. Thuật ngữ này đã được nhà tự nhiên học người Pháp Jean-Baptiste du Tertre đề cập tới khi mô tả loài chim này năm 1667.
Christopher Columbus đã gặp loài này khi đi qua quần đảo Cape Verde trong chuyến hải hành đầu tiên qua Đại Tây Dương năm 1492. Trong nhật ký của ông ngày 29 tháng 9, ông đã sử dụng từ rabiforçado, tiếng Tây Ban Nha hiện đại là rabihorcado hay forktail. Ở vùng Caribe, Cốc biển được gọi là chim Man-of-War theo các thủy thủ người Anh. Tên này được nhà thám hiểm người Anh William Dampier ghi trong quyển sách của ông An Account of a New Voyage Around the World xuất bản năm 1697:

### Phân loại
Cốc biển từng được xếp cùng nhóm với cormorant, và Sulidae (gannet và boobies) cũng như pelican trong chi Pelecanus theo Linnaeus năm 1758 trong ấn phẩm tái bản lần 10 của quyển Systema Naturae. Ông đã mô tả các đặc điểm khác biệt giữa bộ lô vũ thẳng ở đầu, He described the distinguishing characteristics as a straight bill hooked at the tip, linear nostrils, mặ trần, và chân có màng đầy đủ. Chi Fregata được nhà tự nhiên học người Pháp Bernard Germain de Lacépède xác định năm 1799. Louis Jean Pierre Vieillot đã mô tả chi này có tên Tachypetes năm 1816 đối với Cốc biển lớn. Tên chi Atagen đã được nhà tự nhiên học người Đức Paul Möhring đặt năm 1752, mặc dù điều này không có giá trị vì nó ra đời trước khi bắt đầu chính thức phân loại của Linnaean.
Năm 1874, nhà động vật học người Anh Alfred Henry Garrod đã xuất bản một nghiên cứu nơi ông đã xem xét nhiều nhóm chim khác nhau và ghi nhận muscles of a selected group of five chúng có thể hiện hay không.

### Các loài
- Chi Fregata 
  - Fregata magnificens
  - Fregata aquila
  - Fregata andrewsi
  - Fregata minor
  - Fregata ariel